# Каннобио
Каннобио (итал. Cannobio) — коммуна в Италии, располагается в регионе Пьемонт, в провинции Вербано-Кузьо-Оссола.
Население составляет 5 117  человека (30-6-2019), плотность населения составляет  97,41 чел./км². Занимает площадь 52,53  км². Почтовый индекс — 28822. Телефонный код — 0323.
Покровителем коммуны почитается святой Виктор Мавр, празднование 8 мая. В коммуне 7 и 8 января празднуется Праздник Святейшей Любви (Festa della Santissima Pietà,  Festa dei Lumieri или Festa dei Lumineri).

## Демография
Динамика населения:

## Администрация коммуны
- Официальный сайт: http://www.cannobio.net/

## Примечание
1. ↑  Statistiche demografiche ISTAT. demo.istat.it. Дата обращения: 9 декабря 2019. Архивировано из оригинала 24 июля 2019 года.